# Saison 2017 de l'équipe cycliste Coop
La saison 2017 de l'équipe cycliste Coop est la treizième de cette équipe.

## Préparation de la saison 2017

### Sponsors et financement de l'équipe
Les principaux sponsors restent depuis 2015, les supermarchés coopératifs Coop (no) et le constructeur Øster Hus.

### Arrivées et départs
| Arrivées             | Équipe 2016                  |
| -------------------- | ---------------------------- |
| Håkon Aalrust        |                              |
| Fredrik Strand Galta | Delko-Marseille Provence-KTM |
| Gustav Höög          | Tre Berg-Bianchi             |
| Philip Lindau        | Joker Byggtorget             |

| Départs                | Équipe 2016 |
| ---------------------- | ----------- |
| Håkon Frengstad Berger | Retraite    |
| Magnus Børresen        | Retraite    |
| Kristian Dyrnes        | Retraite    |
| Oscar Landa            | Retraite    |

## Coureurs et encadrement technique

### Effectif
| Cycliste             | Date de naissance | Nationalité | Équipe 2016                  |  |
| -------------------- | ----------------- | ----------- | ---------------------------- |  |
| Håkon Aalrust        | 5 janvier 1998    | Norvège     |                              |  |
| Ole André Austevoll  | 15 avril 1994     | Norvège     | Coop-Øster Hus               |  |
| Håvard Blikra        | 2 novembre 1991   | Norvège     | Coop-Øster Hus               |  |
| Erlend Blikra        | 11 janvier 1997   | Norvège     | Coop-Øster Hus               |  |
| Fredrik Strand Galta | 19 octobre 1992   | Norvège     | Delko-Marseille Provence-KTM |  |
| Krister Hagen        | 12 janvier 1989   | Norvège     | Coop-Øster Hus               |  |
| Gustav Höög          | 11 avril 1995     | Suède       | Tre Berg-Bianchi             |  |
| August Jensen        | 29 août 1991      | Norvège     | Coop-Øster Hus               |  |
| Philip Lindau        | 18 août 1991      | Suède       | Joker Byggtorget             |  |
| Øivind Lukkedahl     | 19 juin 1994      | Norvège     | Coop-Øster Hus               |  |
| Andreas Olsen        | 19 mars 1994      | Norvège     | Coop-Øster Hus               |  |
| Even Rege            | 24 avril 1994     | Norvège     | Coop-Øster Hus               |  |

## Bilan de la saison

### Victoires
| Date       | Course                               | Pays     | Classe | Vainqueur     |
| ---------- | ------------------------------------ | -------- | ------ | ------------- |
| 16/04/2017 | 5e étape du Tour du Loir-et-Cher     | France   | 2.2    | August Jensen |
| 10/06/2017 | 3e étape du Tour de Haute-Autriche   | Autriche | 2.2    | August Jensen |
| 11/06/2017 | 4e étape du Tour de Haute-Autriche   | Autriche | 2.2    | August Jensen |
| 12/08/2017 | 3e étape de l'Arctic Race of Norway  | Norvège  | 2.HC   | August Jensen |
| 8/09/2017  | 1re étape du Tour de Bohême de l'Est | Tchéquie | 2.2    | Krister Hagen |